# Пилея
Пилея (Pilea) е най-големият род цъфтящи растения от семейство Копривови (Urticaceae) с около 600 – 715 едногодишни и многогодишни декоративни широколистни видове.

## Местообитание
Пилеята е разпространена в тропиците, субтропиците и топлите умерени райони (с изключение на Австралия и Нова Зеландия). Тя е непретенциозно за отглеждане и широко разпространено растение по света.

## Етимология
Името си носи от латинското Pileus, който се отнася до приказки. Причина за тази препратка е, че листата на околоцветника напомнят качулка.

## Описание
Пилеята достига 30 – 40 см. височина. Иима назъбени листа, оцветени в различни тонове на зеленото. Листната структура изглежда кадифена, по краищата е светлозелена. Обича полусенчести и топли места. Не понася теченията, а през зимата мръзне под 12 С.
Размножава се от април до май – издънките се изрязват и вкореняват в чаша вода и парченца въглища.

## Видове
Към днешна дата са публикувани 787 наименования на видове (Международен индекс на растителните имена, 2003 г.) и оценките за броя на видовете варират от 250 до 1000.
Сред видовете пилея са:
- Pilea cadierei – сребърна пилея
- Pilea cataractae
- Pilea cavernicola
- Pilea crassifolia
- Pilea depressa
- Pilea elegans
- Pilea fontana
- Pilea glauca – silver sprinkles
- Pilea glaucophylla
- Pilea grandifolia
- Pilea involucrata – растение на приятелството
- Pilea jamesonia
- Pilea laevicaulis
- Pilea matama
- Pilea microphylla – artillery plant, gunpowder plant
- Pilea mollis – Moon Valley plant
- Pilea myriantha
- Pilea myriophylla
- Pilea napoana
- Pilea nummulariifolia – creeping Charlie
- Pilea peperomioides – китайска паричка, НЛО, мисионерско растение
- Pilea plataniflora
- Pilea pollicaris
- Pilea pumila – Canadian clearweed
- Pilea repens – black-leaf panamiga
- Pilea riopalenquensis
- Pilea schimpfii
- Pilea selbyanorum
- Pilea serpyllacea
- Pilea serratifolia
- Pilea spruceana
- Pilea topensis
- Pilea trianthemoides
- Pilea trichosanthes
- Pilea trilobata
- Pilea tungurahuae
- Pilea victoriae

## Фосилни изкопаеми
Фосили от изчезналия вид † Pilea cantalensis сочат широко разпространение в Европа и Западен Сибир по време на миоцена и плиоцена. Вида е свързан с източноазиатската Pilea mongolica и със северноамериканската Pilea pumila.